# René Guénon
René-Jean-Marie-Joseph Guénon (AFI: [ʁəne ɡenɔ̃]), conosciuto anche come Shaykh ʿAbd al-Wahid Yahya dopo la sua conversione all'Islam (Blois, 15 novembre 1886 – Il Cairo, 7 gennaio 1951) è stato uno scrittore, filosofo, esoterista, intellettuale francese.
La sua opera, concepita a partire da una ridefinizione di tipo neo-tradizionalista della categoria della metafisica intesa come «conoscenza dei principii di ordine universale» da cui tutto procede, non si presenta, nelle intenzioni dell'autore, come un sistema filosofico basato sul sincretismo o come la formalizzazione di un pensiero neospiritualistico, ma è volta all'esposizione di alcuni aspetti delle cosiddette «forme tradizionali» (taoismo, induismo, islam, ebraismo, cristianesimo, buddhismo, ermetismo, paganesimo, alchimia ecc.), intese come differenti espressioni del sacro, funzionali allo sviluppo delle possibilità di realizzazione spirituale dell'essere umano.
Guénon non ha mai rivendicato, per se stesso, altra funzione se non quella di aver cercato di esporre, nei limiti del linguaggio ordinario, le idee veicolate nel simbolismo, nella ritualità e nella metodologia operativa di tali «forme tradizionali», o vie di perfezionamento spirituale, stante la natura essenzialmente «non individuale» di esse, e considerata la loro conoscibilità effettiva per il tramite esclusivo di una facoltà «diretta e immediata», l'intuizione intellettuale, anch'essa di ordine non individuale, e trascendente qualsiasi dialettica.
L'opera di Guénon consta di ventisette titoli, dieci dei quali editi dopo la morte dell'autore raccogliendo scritti apparsi in precedenza sotto forma di articoli e recensioni. Prevalentemente scritti in francese, tali lavori sono stati tradotti e costantemente ripubblicati in oltre venti lingue, esercitando una notevole influenza, a partire dalla seconda metà del Novecento, soprattutto nella precisazione dei concetti di esoterismo e Tradizione.
Il pittore impressionista svedese e studioso sufi Ivan Aguéli (1869–1917) fu il primo Muqāddām ("rappresentante") ufficiale dell'ordine Shādhilī nell'Europa Occidentale; a lui si deve l'iniziazione al sufismo del filosofo francese René Guénon, un'influenza riscontrabile – quella Shādhilī – anche nelle numerose opere sulla tradizione e sulla modernità realizzate da Guénon.

## Biografia
René Guénon, figlio unico di Jean-Baptiste, architetto, e di Anna-Léontine Jolly, nasce il 15 novembre 1886 a Blois, in Francia, dove trascorre l'infanzia e l'adolescenza. Riceve una prima educazione dalla zia materna, istitutrice, per poi frequentare la scuola Notre-Dame des Aydes, condotta da religiosi. Nel 1902 passa al collegio Augustin-Thierry e, l'anno seguente, è baccelliere «ès lettres-philosophie». Nel 1904 parte per Parigi, per seguirvi un corso accademico di matematica superiore presso il collegio Rollin, ma nel 1906 è costretto a interrompere gli studi universitari a causa della sua salute, che pare esser stata fin dall'infanzia piuttosto delicata. Comincia così per René Guénon un periodo fecondo di scritti; è, invece, estremamente difficile raccogliere testimonianze certe sulle sue relazioni, che spesso erano in rapporto con le sue opere, in particolare nel loro aspetto di chiarificazione e di condanna delle pseudo-dottrine occultistiche e «teosofiche».
Dal 1906 al 1909 René Guénon frequenta la Scuola Ermetica, si fa ammettere nell'Ordine martinista e in altre organizzazioni collaterali.
Al congresso spiritualista e massonico, a cui partecipa nel 1908 in qualità di segretario d'ufficio, entra in relazione con Fabre des Essarts, «patriarca» della Chiesa Gnostica, nella quale quest'ultimo porta il nome di Synesius. Guénon entrerà in questa organizzazione sotto il nome di Palingénius. In questo periodo, forma e dirige un «Ordine del Tempio» e viene ammesso alla Loggia massonica "Thébah", dipendente dalla Grande Loge de France, Rito scozzese antico ed accettato. È al 1908 che si fa risalire il suo incontro con i rappresentanti qualificati dell'India tradizionale.
Nel 1909 fonda la rivista La Gnose, dove appaiono il suo primo scritto, intitolato "Il Demiurgo", articoli sulla Massoneria e la prima stesura de Il simbolismo della Croce, de L'Uomo e il suo divenire secondo il Vedānta e de I princìpi del calcolo infinitesimale. La rivista «La Gnose» cessa le sue pubblicazioni nel febbraio 1912. L'11 luglio dello stesso anno Guénon sposa, a Blois, l'istitutrice e musicista Berthe Loury; e sempre del 1912 è il suo ricollegamento iniziatico all'esoterismo islamico.
Agli anni 1913-14 risale il suo incontro con un Indù, lo Swami Narad Mani, che gli procura una documentazione sulla Società Teosofica che, in parte, gli servirà per la stesura del suo studio su questa organizzazione. Ripresi parallelamente gli studi, consegue la laurea in Filosofia nel 1915 e si dedica all'insegnamento, in Francia e nelle colonie: negli anni dal 1915 al 1919 è supplente al collegio di Saint-Germain-en-Laye, in Francia, e poi professore a Sétif, in Algeria. Ritorna poi a Blois, e in seguito a Parigi.
Nel 1921 vengono pubblicati i suoi primi due libri: Introduzione generale allo studio delle dottrine indù e Il Teosofismo, storia di una pseudo-religione, mentre nel 1923 compare Errore dello spiritismo.
Dal 1924 al 1929 dà lezioni di filosofia al cours Saint-Louis: è in quest'anno che ha luogo una conferenza a cui partecipano Ferdinand Ossendowski (polacco, autore di una cronaca di viaggio attraverso la Mongolia e il Tibet che aveva fatto un certo scalpore alcuni anni prima), Gonzague Truc, René Grousset e Jacques Maritain. Del 1924 è anche l'opera Oriente e Occidente. L'anno 1925 vede la sua collaborazione alla rivista cattolica Regnabit, diretta dal R. P. Anizan. Sempre del 1925 sono L'uomo e il suo divenire secondo il Vedânta e L'esoterismo di Dante, mentre del 1927 sono Il Re del mondo e La crisi del mondo moderno.
Il 15 gennaio 1928 muore sua moglie. In questo stesso anno ha inizio la sua collaborazione con la rivista Le Voile d'Isis, che dal 1933 prenderà il titolo di «Études Traditionnelles». Sono del 1929 il volume Autorità spirituale e potere temporale e un breve studio su San Bernardo.
Nel 1930 parte per Il Cairo, dove si stabilisce definitivamente, sposando nel 1934 la figlia dello sceicco Muḥammad Ibrāhīm, dalla quale avrà quattro figli, due maschi e due femmine, di cui uno postumo. I restanti suoi libri (Il simbolismo della Croce, Gli stati molteplici dell'essere, La metafisica orientale, Il regno della quantità e i segni dei tempi, Considerazioni sull'iniziazione, I princìpi del calcolo infinitesimale e La Grande Triade) sono elaborati nel periodo del suo soggiorno in Egitto. Qui infittisce la sua relazione epistolare con numerosi corrispondenti da tutto il mondo, intraprendendo una serie di recensioni e segnalazioni editoriali sul «Grand Lodge Bulletin» dell'Iowa e sulle riviste «Masonic Light» di Montréal e «The Speculative Mason», per la quale firma inoltre alcune note d'approfondimento simbolico. Continua infine la redazione di articoli di approfondimento simbolico e chiarificazione dottrinale, da cui verranno compilate dieci opere postume: Iniziazione e realizzazione spirituale, Sull'esoterismo cristiano, Simboli della Scienza sacra, Studi sulla Massoneria e il Compagnonaggio, Studi sull'Induismo, Forme tradizionali e cicli cosmici, Scritti sull'esoterismo islamico e il Taoismo, Recensioni e Mélanges (edito in Italia con il titolo Il demiurgo e altri saggi). Al Cairo stringerà un'amicizia con la scrittrice Valentine de Saint-Point, anche lei stabilitasi in Egitto e convertitasi ali'Islam. L'attività di Guénon prosegue sino alla morte, avvenuta al Cairo il 7 gennaio 1951.

## L'opera di chiarificazione dottrinale
L'intera opera a firma «René Guénon» si estende in un arco temporale di trent'anni, dal 1921 al 1951, ed è caratterizzata da una coerenza organica - sul piano formale e su quello sostanziale - tale da renderla antitetica a quella che, in altri autori, può essere considerata come l'espressione di un pensiero individuale: secondo la caratteristica essenziale che Guénon riconosce a ogni esposizione autenticamente metafisica, e alla quale egli stesso intende rigorosamente attenersi, ogni parte risulta intimamente correlata alle altre, in modo da non poter esserne più separabile se non artificiosamente; e questo fin dal primo studio, Introduzione generale allo studio delle dottrine indù (1921), in cui l'autore precisa in quale accezione occorre intendere alcune tra le nozioni - «tradizione», «religione», «metafisica», «teologia», «filosofia», «esoterismo», «exoterismo», «realizzazione» - fondamentali per lo sviluppo di tutta la sua produzione successiva.
Un'esperienza giovanile negli ambienti dell'occultismo francese effettuata allo scopo di smascherarne gli attributi anti-tradizionali, frutta due importanti studi di taglio «critico», nei quali viene chiarita con estremo rigore metodologico la falsità delle pseudo-dottrine neospiritualistiche: Il teosofismo, storia di una pseudo-religione (1921) ed Errore dello spiritismo (1923).
Nel Teosofismo, Guénon propone una storia della Società Teosofica, il movimento creato da Helena Petrovna Blavatsky, sottolineando il ruolo che in esso giocarono varie organizzazioni pseudo-iniziatiche, e denunciandone quindi il carattere sincretistico: il neologismo «teosofismo» viene adottato da René Guénon per distinguere questo movimento dalla Teosofia, denominazione comune a dottrine eterogenee, ma facenti tutte parte di uno stesso complesso di indirizzi, aventi in comune concezioni più o meno strettamente esoteriche. Nel corso di quest'analisi storica, Guénon pone l'accento sulle connivenze tra gli ambienti teosofistici, l'azione politica legata all'imperialismo del Regno Unito, il movimento missionario protestante anglosassone e alcune organizzazioni fondate nell'India del diciannovesimo secolo, quali l'Ârya Samâj; allo stesso modo, Guénon analizza il ruolo di Annie Besant alla testa della Società Teosofica dopo la morte della fondatrice e nella vicenda Krishnamurti. L'analisi di Guénon, sviluppata su basi documentali, porta a concludere che il «teosofismo» non può essere considerato in alcun modo un'istituzione spirituale orientale autentica.
In Errore dello spiritismo, Guénon fornisce anzitutto una definizione circostanziata dello spiritismo, esaminandone le origini storiche e le correlazioni con l'occultismo, dimostrando come i fenomeni spiritici siano confinabili al mondo delle forze psichiche attirate dalla figura del medium, non avendo quindi alcuna relazione con l'immaginario mondo degli «spiriti dei morti». Guénon, comunque, mette fortemente in guardia rispetto alle apparenze che tali forze, espresse attraverso il cosiddetto «neospiritualismo», possono prendere: facendo leva sulla «confusione tra psichico e spirituale», esse alimentano l'illusione che si possano ottenere progressi in senso spirituale esasperando le forme esteriori, comprese quelle religiose; è ciò che accade, in particolare, quando queste rigettano il vero esoterismo, confondendolo con l'occultismo o altre contraffazioni, disconoscendo la sorgente interiore stessa da cui esse originano. Dopo una serie di precisazioni di carattere storico, Guénon si dedica all'esame e alla confutazione delle teorie spiritistiche dal punto di vista dottrinale, affrontando - fra le altre - la questione della reincarnazione, differenziandola dalla «trasmigrazione» e dalla metempsicosi, per dimostrarne la falsità e l'assurdità dei fondamenti: a tal fine, introduce la teoria metafisica degli «stati molteplici dell'essere», a cui dedicherà successivamente uno studio specifico.
Oriente e Occidente (1924) è il volume nel quale Guénon più direttamente allude alla funzione che potrebbe avere una élite intellettuale (cioè spirituale, secondo la sinonimia tra i due termini affermata dall'autore) qualora si ricostituisse in accordo a princìpi di ordine metafisico: favorire una «trasformazione mentale» inevitabile per un riavvicinamento tra i modi generali del pensiero orientale e di quello occidentale. Sviluppi di tale argomento in relazione all'esistenza di tale élite in epoca medievale, e alla sua coscienza anche nell'ambito della Cristianità, in relazione ai suoi legami con quello che Guénon definisce il «centro spirituale supremo», o sorgente primordiale di tutte le tradizioni, saranno oggetto di libri quali Il Re del Mondo (1927), L'esoterismo di Dante (1925), Autorità spirituale e Potere temporale (1929), San Bernardo (1929) e di numerosi articoli pubblicati sulle rivista «Le Voile d'Isis» ed «Études Traditionnelles», successivamente raccolti nei volumi Sull'esoterismo cristiano (1954) e Simboli della Scienza sacra (1962).
La crisi del Mondo moderno (1927) e Il regno della quantità e i segni dei tempi(1945) sono studi concernenti la critica alle concezioni materialistiche e neospiritualistiche, considerate da Guénon come la conseguenza ultima del punto di vista profano imperante nell'epoca attuale: la critica alla modernità è volta a favorire una drammatica presa di coscienza, da parte del lettore, dei limiti di tale punto di vista. Lo «spirito tradizionale» non è quindi riconducibile a uno sterile «tradizionalismo» passatista: ma nonostante i ripetuti distinguo da parte dell'autore, il quale è stato costretto a tornarvi ripetutamente dedicandovi addirittura studi specifici, su questo punto non sono mai mancate strumentalizzazioni.

## Direttive fondamentali

### La realizzazione spirituale
La pars costruens dell'opera di René Guénon riguarda la Tradizione, intesa non come mero insieme di usi e costumi ma come «trasmissione» di un patrimonio simbolico e metodologico, cioè come veicolo imprescindibile per accostarsi alla «metafisica», termine con il quale Guénon intende la conoscenza sovra-razionale da realizzare attraverso il procedimento immediato dell'intuizione intellettuale: la conoscenza metafisica è quell'identificazione tra conoscente e conosciuto che non può avvenire neanche mediante la più elevata tra le facoltà individuali, cioè la ragione, ma solo attraverso l'Intelletto superiore, facoltà trascendente che partecipa della natura divina insita nell'essere umano, al di là delle illusioni a cui la prospettiva individuale pare limitarlo. La conoscenza metafisica riconnette l'uomo col suo vero Essere al di là del tempo, del divenire e dei limiti spaziali del corpo, conducendo all'Infinito incomunicabile e inesprimibile, che non è raggiungibile né col metodo scientifico né dalle metafisiche moderne. La conoscenza metafisica, la quale è «identità tra il possibile e il reale», è «la verità in sé», che «può venire concepita come l'adeguamento della conoscenza alla Possibilità totale», ovverosia come la realizzazione dell'Infinito.
Facendo propria la terminologia in uso in alcune scuole filosofiche dell'antica Grecia, Guénon distingue due aspetti in una dottrina e, di conseguenza, due livelli di partecipazione alla «tradizione»: quello «exoterico», cioè esteriore, elementare, facilmente comprensibile e alla portata di tutti; quello «esoterico», cioè interiore, più profondo, d'ordine più elevato, e come tale rivolto e accessibile solo a coloro i quali sono qualificati in modo speciale per comprenderlo.
Alcune tradizioni presentano un aspetto exoterico rivestito di forma religiosa e un aspetto esoterico al quale accedere attraverso un'iniziazione: per esempio, nella tradizione ebraica l'aspetto esoterico è la Qabbalah, nella tradizione islamica è il Tasawwuf. Altre tradizioni, invece, come il Confucianesimo e il Taoismo, non possono essere considerate l'una in rapporto all'altra come un exoterismo e un esoterismo, in quanto formalizzate come tradizioni distinte, sebbene procedenti da una medesima sorgente. La tradizione indù, infine, non presenta un exoterismo e un esoterismo nettamente separati in quanto dal tronco della dottrina puramente metafisica, che affonda le sue radici sull'insegnamento dei Vêda, discendono applicazioni che divengono altrettanti rami secondari nei suoi confronti: di coloro che ricevono lo stesso insegnamento, ciascuno «lo assimila più o meno completamente, più o meno profondamente, a seconda dell'estensione delle proprie possibilità intellettuali».
La distinzione tra coloro che si mantengono in un ambito exoterico (sia esso circoscritto a una forma religiosa, sociale o di altro tipo) e coloro che partecipano dell'ambito esoterico (attraverso una organizzazione iniziatica tradizionale e regolare) è connessa con il divenire dell'essere umano: scopo della via exoterica è di consentire la conservazione dell'unità delle componenti che costituiscono l'individualità umana nella condizione migliore possibile, ovverosia quell'esito che, secondo la prospettiva teologica, è definito salvezza; scopo della via esoterica, invece, è il superamento dell'individualità e l'identificazione con il Principio, ovverosia quell'esito che, secondo la prospettiva metafisica, è definito Liberazione.
L'iniziato procede per gradi da una condizione in cui la sua realizzazione è soltanto «virtuale» - egli ha ricevuto l'iniziazione ma, per l'appunto, è solo all'inizio del suo viaggio – verso una condizione in cui la sua realizzazione diviene «effettiva»: solo allora, egli morirà veramente in quanto tal dei tali identificandosi all'oggetto della conoscenza, abbandonando l'illusione dell'individualità e divenendo l'espressione manifesta del maestro interiore al quale sarà rinato. Lo scopo del lavoro iniziatico è pertanto quello di favorire le migliori condizioni per un «risveglio» del maestro interiore, supportando l'individuo attraverso una fase preparatoria assai pericolosa e più o meno lunga, a seconda delle caratteristiche di ciascuno, nella quale il pericolo di illudersi sui risultati conseguiti è ben presente, pur percorrendo una via iniziatica tradizionale e regolare.
La precisazione di questi punti è stata oggetto di numerosi articoli pubblicati da René Guénon sulle riviste «Le Voile d'Isis» ed «Études Traditionnelles», successivamente raccolti nei volumi Considerazioni sull'iniziazione (1946) e Iniziazione e realizzazione spirituale (1952).

### La dottrina dei cicli cosmici
La pars destruens dell'opera di René Guénon è riconducibile, in estrema sintesi, alla condanna intellettuale di tutto ciò che si pone quale ostacolo alla realizzazione spirituale: rivolgendosi al lettore occidentale moderno, è tale specifica mentalità, considerata alla stregua di un «dogma indiscutibile», che l'opera mira a mettere in discussione.
Le considerazioni sull'argomento sono effettuate da Guénon in accordo con la «dottrina dei cicli cosmici», in particolare nei termini in cui essa viene presentata nella tradizione indù: qualunque realtà (macrocosmica o microcosmica) sviluppa determinate possibilità fino al loro esaurimento, che è a un tempo la fine del ciclo precedente e l'inizio di quello successivo. Tale processo, esemplificabile dal susseguirsi delle stagioni nel ciclo annuale, riguarda anche le civiltà umane, che si sviluppano simbolicamente a partire da una Età dell'Oro, in cui i princìpi spirituali informano pienamente l'esistenza di tutti gli esseri, a una Età del Ferro, in cui appare sovrano l'aspetto quantitativo delle cose, considerato secondo una prospettiva materialistica. Quando tale tendenza «cristallizzante» è portata alle sue estreme conseguenze, a essa subentra una tendenza «dissolutiva», tesa a far emergere in superficie le regioni inferiori dell'ambito psichico.
Secondo questa lettura non rettilinea del tempo, la tendenza alla dissoluzione deve condurre a quanto è simbolicamente indicato da tutte le tradizioni come la fine dei tempi, attraverso una vera e propria parodia della spiritualità primordiale, un suo completo rovesciamento: il «regno dell'anticristo», per usare un'espressione nota al lettore occidentale. Essendo del tutto illusorio, però, questo regno deve immediatamente dissolversi, avendo condotto all'esaurimento definitivo le sue possibilità, per lasciare il campo a un nuovo ciclo, in cui sarà restaurata la tradizione primordiale, puramente metafisica e universale. Alle forme del ciclo precedente, essendo unicamente degli adattamenti, seppur funzionali al tempo e al luogo della loro manifestazione, non è dato di oltrepassare tale limite estremo.

## La «ricezione» dell'opera di René Guénon: estimatori e oppositori
L'opera di René Guénon ha stimolato un intenso dibattito intorno ai temi della spiritualità, lungo tutto il corso del Novecento, con estimatori e oppositori di formazione molto differente.
Tra gli estimatori «attivi», si segnalano i collaboratori della Rivista di Studi Tradizionali di Torino, che dopo aver sospeso nel 2003 la pubblicazione ha ripreso di nuovo ad operare attivamente a partire dalla fine del 2013. Tale pubblicazione ha favorito la diffusione dell'opera di René Guénon in Italia, spesso curando direttamente la traduzione di quasi tutto il catalogo, uscito presso varie case editrici (Edizioni Studi Tradizionali, Rusconi, Adelphi, Luni Editrice). L'Associazione Culturale no-profit Logos ne sta ripubblicando l'opera omnia in una fedele e curata edizione bilingue con l'approvazione degli eredi.

### Oppositori
Tra gli oppositori, si segnalano:
- coloro (es. Umberto Eco[57], Furio Jesi[58]) che, soprattutto in ambito accademico, ne rifiutano in toto premesse, metodo e conclusioni, in quanto considerati fantasiosi e privi di carattere scientifico.
- coloro (es. Giuliano Di Bernardo[59] già Gran Maestro del Grande Oriente d'Italia) che individuano nel suo pensiero una netta derivazione teosofica e occultistica ottocentesca pur rigettata formalmente da Guénon. I miti della tradizione primordiale e del re del mondo sono infatti di matrice moderna e teosofica.
- coloro che lo hanno definito senza mezzi termini un "pataccaro" (es. Gabriele Mandel già khalīfa dell'ordine sufi Jerrahi e scheikh Naqschbandy).
- coloro (es. Jean Daniélou)[60] che rimproverano a René Guénon di non aver considerato la vicenda di Cristo come irruzione del sacro che ha cambiato il corso della storia, ne rifiutano le soluzioni proposte per l'iniziazione (Sufismo e Massoneria), attribuendo invece un valore «iniziatico» agli attuali sacramenti cristiani e negando comunque la possibilità stessa della realizzazione metafisica, cioè il superamento della distinzione «Creatore-creatura».

### Estimatori
Altri accettano parzialmente l'opera di René Guénon, con differenti sfumature. Tra questi, in estrema sintesi, si distinguono:
- coloro (es. Michel Vâlsan, Martin Lings e Titus Burckhardt) che accettano l'impostazione generale ma rifiutano la soluzione della Massoneria in favore di quella del Sufismo.
- coloro (es. Frithjof Schuon) che accettano solo parzialmente l'impostazione generale di René Guénon e sostituiscono all'idea di «metafisica» quella di «unità trascendente delle religioni», riconoscendosi in una «scuola» autodefinitasi perennialista, la cui origine riconducono allo stesso René Guénon.
- coloro (es. Julius Evola) che, dando particolare peso all'impostazione di «critica alla modernità»[61] di René Guénon (in quanto la riconducono parallelamente a una questione di ordine sociopolitico), rifiutano le soluzioni proposte per l'iniziazione[62] (Sufismo e Massoneria) prediligendo l'approccio individuale rispetto all'appartenenza ad organizzazioni tradizionali ritenute «spente», e si differenziano su importanti questioni di ordine dottrinale, tra le quali va menzionato soprattutto il rapporto tra azione e contemplazione.[63]
- coloro (es. Ananda Coomaraswamy) che accettano il concetto di una philosophia perennis legato al termine "tradizione" ma escludendone l'impianto mitologico (tradizione primordiale eccetera) estendendola all'ambito dell'arte e dell'estetica, e rivalutando il Buddismo.
- coloro (es. Jean Reyor) che accettano alcune premesse ma, rifiutando le soluzioni proposte per l'iniziazione (Sufismo e Massoneria), ne prospettano altre (normalmente, forme di esclusivismo religioso) senza poggiare sulla dottrina esposta da René  Guénon, ma contraddicendola deliberatamente[64].

## Opere
(René Guénon, Il Verbo e il Simbolo, gennaio 1926, ora in Simboli della Scienza sacra, Milano, Adelphi, 1975, p. 22)
Le date fanno riferimento alla prima edizione francese:

### Libri
- Introduzione generale allo studio delle dottrine indù (1921), Adelphi
- Le théosophisme, histoire d'une pseudo-religion (1921), Éditions Traditionnelles
- Errore dello spiritismo (1923), Luni Editrice
- Oriente e Occidente (1924), Luni Editrice
- L'uomo e il suo divenire secondo il Vêdânta (1925), Adelphi
- L'esoterismo di Dante (1925), Adelphi
- Il re del mondo (1927), Luni Editrice
- La crisi del Mondo moderno (1927), Edizioni Mediterranee
- Autorità spirituale e potere temporale (1929), Luni Editrice
- San Bernardo (1929), Luni Editrice
- Il simbolismo della Croce (1931), Luni Editrice
- Gli stati molteplici dell'essere (1932), Adelphi
- La Metafisica orientale (1939), Luni Editrice; Adelphi
- Il regno della quantità e i segni dei tempi (1945), Adelphi
- La Grande Triade (1946), Adelphi
- Considerazioni sull'iniziazione (1946), Luni Editrice
- I princìpi del calcolo infinitesimale (1946), Adelphi

### Pubblicazioni postume
A cura di Jean Reyor (alias di Marcel Clavelle):
- Iniziazione e realizzazione spirituale (1952), Luni Editrice
- Sull'esoterismo cristiano (1954), Luni Editrice

a cura di Michel Vālsan:
- Simboli della Scienza sacra (1962), Adelphi

A cura di Roger Maridort:
- Studi sulla massoneria, Edizioni Arktos
- Études sur la Franc-maçonnerie et le Compagnonnage - tome I (1964), Éditions Traditionnelles
- Études sur la Franc-maçonnerie et le Compagnonnage - tome II (1965), Éditions Traditionnelles
- Studi sull'Induismo (1966), Luni Editrice
- Forme tradizionali e cicli cosmici (1970), Mediterranee
- Scritti sull'esoterismo islamico e il taoismo (1973), Adelphi
- Recensioni (1973), Luni Editrice
- Mélanges (1976) trad. it. Il Demiurgo e altri saggi, Adelphi
- L'Archeometra (1986), Atanòr

### Altre pubblicazioni
- Écrits pour Regnabit (1999) - a cura di PierLuigi Zoccatelli - raccolta di tutti gli articoli scritti da René Guénon per la rivista «Regnabit»
- Psychologie, a cura di Alessandro Grossato (2001) - attribuzione di un quaderno di appunti raccolti da uno studente di un corso di filosofia tenuto a Sétif (Algeria) da René Guénon negli anni 1917-1918.
- Articles et comptes rendus - tome I (2002) - miscellanea
- La corrispondenza fra Alain Daniélou e René Guénon, a cura di Alessandro Grossato (2002)
- Il risveglio della tradizione occidentale (2002) - miscellanea
- La Tradizione e le tradizioni, a cura di Alessandro Grossato (2003) - miscellanea
- Lettere a Julius Evola (2005)
- Recueil (2013) - a cura di Mircea Tamaş - miscellanea
- Fragments doctrinaux (2013) - a cura di Mircea Tamaş - trad. it. Frammenti dottrinali, Luni Editrice - estratti di circa 600 lettere a una trentina di corrispondenti
- Oriens et Occident (2014) - a cura di Mircea Tamaş - miscellanea. Luni Editrice
- Le Sphinx, Recueil, Textes parus dans la France Antimaçonnique (2015) - articoli giovanili di René Guénon (a firma le Sphinx) scritti a difesa e supporto della Libera Muratoria, pubblicati nella rivista «La France Antimaçonnique»

### In francese
- Jean van Win, Contre Guénon!, Edimaf, Paris, 2009, ISBN 978-2-916123-40-0
- 'Abd-al-Halîm Mahmûd, Un soufi d'Occident, René Guénon, Shaykh 'Abd-al-Wâhid Yahyâ, Gebo - Albouraq, Beyrouth 2007.
- R.G. de la Saulaye, su sciencesacree.com., Numéro spécial René Guénon, Nuits Saint-Georges 2003, ISBN 2-915059-02-0
- Il y a cinquante ans, René Guénon, Éditions Traditionnelles, Paris 2001, ISBN 2-7138-0180-X
- Pour Nous, Réne Guénon. 1886-1951, «Vers la Tradition», Numéro special René Guénon, mars-juin 2001.
- Charles-André Gilis, Introduction à l'enseignement et au mystère de René Guénon, Les Editions de l'Oeuvre, Paris 1985.
- Michel Vâlsan, L'Islam et la fonction de René Guénon, Les Editions de l'Oeuvre, Paris 1984, ISBN 2-904011-05-6
- Marie France James - Esotérisme et Christianisme, auotur René Guénon (pref. de J.-A. Cuttat). Paris, 1981.
- Paul Chacornac, La vie simple de René Guénon, Éditions Traditionnelles, Paris 1958.
- Numéro spécial consacré à René Guénon, «Études Traditionnelles», Paris 1951.

### In italiano
- F. Alfieri, René Guénon in Massoneria? 1909-2009. Sviluppo di un'opera dalla ricezione controversa, in Hiram, n. 3, 2009.
- Salvatore Sciuto Addario, Viaggio nell'opera di René Guénon, Acireale, Tipheret, 2014
- Giuseppe Cognetti, L'età oscura. Attualità di René Guénon, Milano, Mimesis, 2014
- Piero Di Vona, Il segreto del Maestro. L'iniziazione secondo René Guénon, Padova, Edizioni di Ar, 2013
- Jean-Pierre Laurant, René Guénon. Esoterismo e Tradizione, Roma, Edizioni Mediterranee, 2008
- David Gattegno, René Guenon. La sua vita, il suo pensiero, Torino, Edizioni L'Età dell'Acquario, 2006, ISBN 88-7136-241-1
- Paul Chacornac, Vita semplice di René Guénon, Milano, Luni Editrice, 2005, ISBN 88-7435-064-3
- Pietro Nutrizio et al., René Guénon e l'Occidente, Milano, Luni Editrice, 1999, ISBN 88-7984-175-0.
- Pietro Nutrizio, Vita semplice di René Guénon?, in Rivista di Studi Tradizionali, n. 19, 1966.
- Piero Di Vona, René Guénon contro l'Occidente, Rimini, Il Cerchio, 1998
- Massimo Pacilio, Conoscenza tradizionale e sapere profano. René Guénon critico delle scienze moderne, Padova, Edizioni di Ar, 1998
- Piero Di Vona, René Guénon e la metafisica, Borzano, SEAR, 1997
- Giuseppe Cognetti, L'Arca perduta. Tradizione e critica del moderno in René Guénon, Firenze, Pontecorboli, 1996
- Jean Robin, René Guénon. Testimone della Tradizione, Catania, Il Cinabro, 1993
- Numero speciale dedicato a René Guénon. Metafisica e tradizione, «Diorama letterario», n. 151, settembre 1991.
- Paul Sérant, René Guénon. La vita e l'opera di un grande iniziato, Firenze, Convivio Editore, 1990, ISBN 88-404-3810-6
- Nuccio D'Anna, René Guénon e le forme della Tradizione, Rimini, Il Cerchio, 1989
- Piero Di Vona, Evola e Guénon. Tradizione e civiltà, Napoli, S.E.N., 1985
- Michel Vâlsan, La funzione di René Guénon, Parma, Edizioni all'Insegna del Veltro, 1985
- Ananda K. Coomaraswamy, Sapienza orientale e cultura occidentale, Milano, Rusconi, 1975; nuova edizione: Son io il custode di mio fratello?, Sanremo, Lo Studiolo, 2020
- HELIODROMOS. Contributi per il Fronte della Tradizione Speciale Guénon, n. 25-26 - Equinozio d’Autunno-Solstizio d’Inverno 2014

### Filmografia su René Guénon
Film che trattano la figura di René Guénon:
- Un'altra giovinezza - Youth without Youth (2007), di Francis Ford Coppola, tratto dalla novella di Mircea Eliade e interpretato da Tim Roth
- Il mistero di Dante (2014), di Louis Nero, interpretato da F. Murray Abraham